# Райгород (Гайсинський район)
Ра́йгород — село в Україні, у Гайсинському районі Вінницької області. Адміністративний центр Райгородської сільської громади. Населення становить 1003 особи.

## Загальна інформація
Місцева влада — Райгородська сільська рада, їй також підпорядковуються — Нижча Кропивна, Слобідка, Коржівка, Городниця, Самчинці, Нові Обіходи, Семенки, Салинці, Мар'янівка.
Підвісний міст з'єднує Райгород з протилежним берегом Бугу.

## Розташування
Райгород розташований на лівому березі річки Південний Буг, в південно-східній частині Гайсинського району, неподалік від станції Самчинці, звідки ходять приміські поїзди (можна доїхати у Вінницю, Немирів, Гайсин, Гайворон тощо). Також через село проходить автошлях Е50.

## Історія
Історія села Райгород мало відома, але з тих коротких переказів та архівних документів дещо стало відомо.
Перші письмові згадки про село датують другою половиною XVIII століття. Поблизу Райгорода знайдено залишки неолітичного поселення, а біля Слобідки — давньоруське городище та поселення X—XI століть.
У 1448 році за переказами плив по річці угорський купець до Гути, де був скляний завод. По дорозі померла його дочка Райга, яка подорожувала разом з ним. Купець поховав її на березі Південного Бугу навпроти теперішнього села Райгород, але з іншого боку річки. Там же збудував хатинку і завжди залишав там їжу. Розбійник Кіндрат з Брацлава зайшов до хатинки, поїв і побачив по ту сторону річки гарну місцевість. Він переплив річку, викопав собі землянку і взявши свою дівчину з собою прийшов до тієї землянки і почав там жити. Жили вони, займаючись скотарством і бджільництвом. Згодом стало вже 15 сімейств, які жили в окремих землянках і розбагатіли, маючи вдосталь меду і шкір. Поселення називалось Райки.
З Немирова приїхали поляки і, побачивши багате поселення, пограбували його, забравши мед і шкіру. Полякам теж сподобалась ця місцевість і вони поселились по іншу сторону річечки Райка, яка впадає у Південний Бог.
Невеличке село-хутір під назвою Райки розмітилося на горі, на місці теперішніх порохових складів Самчинецького щебзаводу. В хуторі було вже 20-30 дворів. Жителі села Райка брали участь у боротьбі за визволення від гніту польської шляхти 1648—1656 роках. Поляки часто нападали на хутір і грабували жителів, які намагались чинити опір. Після чергової перемоги жителі хутора Райка переселились на лівий берег річки Райка і на гористих берегах стали будувати житла.
В селі було багато гончарів, чоботарів, кравців, ковалів та інших ремісників. Вони поселились на правому березі річки Райка і своє поселення стали називати Городок.
З розвитком землеробства, ремесла і торгівлі обидва населені пункти злилися і почали називатися Райгородом. З цього часу Райгород набирає торговельного значення і входить в історію, як містечко. Тут поселяється багато євреїв і відкривається ярмарок через кожні два тижні по четвергам. Ярмарок був надзвичайно великим, сюди з'їжджалися з багатьох районів. Ці ярмарки неблагоприємно відбивались на жителях, які піддаючись спокусам і обманам євреїв передчасно збували їм свої продукти, залишаючись до весни самі без хліба. Крім євреїв, яких була переважна більшість, жило ще декілька сімей римо-католицького віросповідування.
Влітку 1671 року польські війська зайняли територію, в тому числі і Райгород.
За переписом 1897 року в Райгороді було 2240 жителів, серед них 995 євреїв.
Селянам тяжко жилося за часів кріпосництва. Багато селян було безземельними і малоземельними, і змушені були працювати на панщині. Населення було неграмотним. Панські приміщення не збереглися.
За переказами в Райгороді існувала дерев'яна церква в ім'я Святого Миколая Чудотворця, яка знаходилась посеред містечка. Церква наприкінці XVIII століття згоріла. За розповідями старожилів від цієї церкви було врятовано лише одну ікону: «Розп'яття Спасителя», яка знаходилась в 1901 році в новій церкві. Ця ікона вважалась раніше і потім чудотворною, а в даний час в церкві її немає і сліди її після революційного перевороту загубились.
В даний час в селі існує дерев'яна церква на кам'яній основі, одно купольна і окремо від церкви знаходилась дзвіниця, вкрита бляхою, яка після революції була розібрана. Церква була збудована в 1800 році і освячена на честь Успіня Пресвятої Богородиці. Також в селі було два водяних млини, дві ґуральні. На річці Південний Буг діяв пором і по іншу сторону річки знаходились фолютні, де виготовляли сукно. Також був драмтеатр, який збудували французькі архітектори приблизно в 1905—1910 роках, який теж не зберігся до нашого часу. Він знаходився на місці теперішнього кафе. В ньому виступав духовий оркестр, який складався з місцевих жителів.
Навчання селянських дітей в містечку Райгород розпочато з 1862 року, а в 1888 році відкрита церковно-приходська школа, для якої було збудовано спеціальну будівлю, яка збереглася до цього часу. Приміщення школи були малими, тому в 1970 році добудували корпус для молодших класів, та хімічний і фізичний кабінети, столову й майстерню, а в 1985 році побудували спортзал.
На даний момент в школі навчається 142 учнів, працює 34 педагогів та технічних працівників.
В 1906 році населення в Райгороді становило 2262 особи. Після революційного перевороту селян почали об'єднувати у товариства по спільній обробці землі.
На той час в селі вже були ветпункт і поштово-телеграфне відділення, аптека.
На початку 1900-х років почали прокладати залізничну колію, а згодом збудували станцію і депо. Залізнична станція працює і до сьогодні, де працюють 28 чоловік.
В південній частині села є великі поклади граніту. В 1927 році розпочато видобування каміння і пізніше з'явився передовий Самчинецький кар'єр. Спочатку всю роботу виконували вручну. На вагонетки, що йшли до залізничної колії, носили каміння носилками.
З 1984 р. — Самчинецьке кар'єроуправління, об'єднує 2 заводи — в с. Райгород та с. Семенки, де на даний період працюють 132 робітники.
У 1930 році було організовано колгосп.
Колгосп села Райгород з року в рік розвивав своє господарство. Підвищувався і культурний рівень населення села. До складу Райгородської сільської ради і колгоспу увійшло невеличке село Слобідка.
22 липня 1941 року село Райгород було окуповане німецько-нацистськими загарбниками. Багато жителів села піднялись на боротьбу проти загарбників. Майже все чоловіче населення пішло на фронт. Діяло гетто, куди нацистами насильно зганялися євреї для компактного мешкання та подальших репресій.
Німецькі окупанти в селі Райгород замучили і розстріляли 6 тисяч нічим невинних громадян — євреїв та військовополонених, вивозили на роботи до Німеччини молодих жителів села. Щебеневий завод, залізничну станцію «Самчинці», Райгородську середню школу було перетворено в табори військовополонених, які важко працювали на заводі, добуваючи каміння і будуючи дорогу.
Околиця лісу східніше Райгорода стала місцем регулярних убивств. Імовірно вже у 1941 р. відбулось два перші масові розстріли місцевих євреїв. У 1942 р. тут здійснили щонайменше три масові страти: 27 червня після чергової «селекції» убили декілька сотень євреїв із Райгородського та Брацлавського таборів, яких вважали непрацездатними; 23 вересня і 28 грудня — невідому кількість в’язнів. Тут також убивали євреїв із таборів у Тульчині та Печері. На початку 1943 р. табір ліквідували, а останніх в’язнів розстріляли на цьому місці.
15 березня 1944 року село Райгород було звільнено. Настав мирний відбудовний період.
Депо станції, яке було підірване німцями під час відступу, відбудували заново. Економіка колгоспу з року в рік зростала.
До колгоспу «Перемога» було приєднано колгоспи «Комунар» села Нижча Кропивна і «Піонер» села Слобідка і його переймували в колгосп «Дружба» з центром у селі Райгород.
Магазини в селі знаходились спочатку в єврейських будинках, а пізніше було збудовано приміщення для продуктових та промислових товарів і кафе «Південний Буг».
Існувала амбулаторія для прийому хворих, а в 1964 році було збудовано дільничну лікарню на 40 ліжок, а в 1971 році ще й поліклініку. Навпроти лікарні побудували аптеку. В 1996 році лікарню закрили, а поліклініка залишилась, в якій ведуть прийом хворих лікарі: терапевт, педіатр та стоматолог.
Церкву в селі зберегли спочатку для зберігання зерна, а потім — в ній розмістили клуб. На щебеневому заводі теж був клуб.
А в 1965 році колгосп побудував новий будинок культури біля сільської ради, в який було перенесено і сільську бібліотеку.
У 2003 році, на місці старого обеліска загиблим воїнам, був встановлений новий меморіал воїнам-визволителям с. Райгород, які полягли у німецько-радянській війні.
У 2004 році село Райгород було газифіковано.
У 2011 році було проведено капітальний ремонт приміщення Райгородської бібліотеки, яка стала переможцем міжнародного проекту «БІБЛІОМІСТ». Зараз у бібліотеці працюють 3 комп'ютери з підключенням до мережі Інтернет на безкоштовній основі.
У 2012 році на місці розстрілу військовополонених був встановлений пам'ятник жертвам ВВВ.
В грудні 2012 року, в приміщенні Райгородської ЗОШ відкрито дитячий садочок «Ромашка», у якому зараз виховується 36 дітей.
Також у 2012 році Райгородська сільська рада визнана переможцем обласного конкурсу «Вода — основа життя» і розпочато роботи по реконструкції та будівництву сільського водогону.

## Населення

### Мова
Розподіл населення за рідною мовою за даними перепису 2001 року:
| Мова       | Відсоток |
| ---------- | -------- |
| українська | 97,51%   |
| російська  | 1,69%    |
| вірменська | 0,6%     |

## Галерея

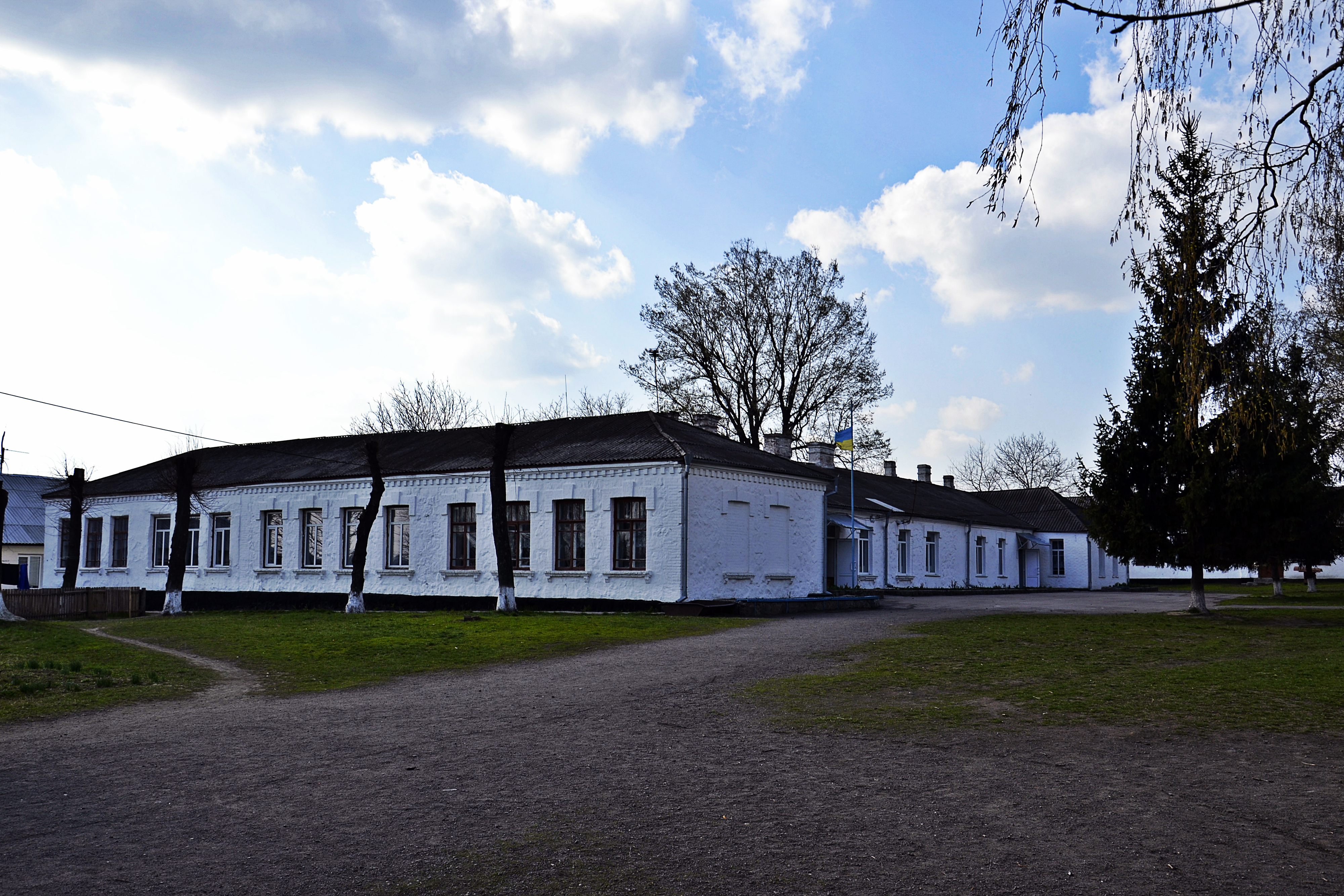
Райгородська школа
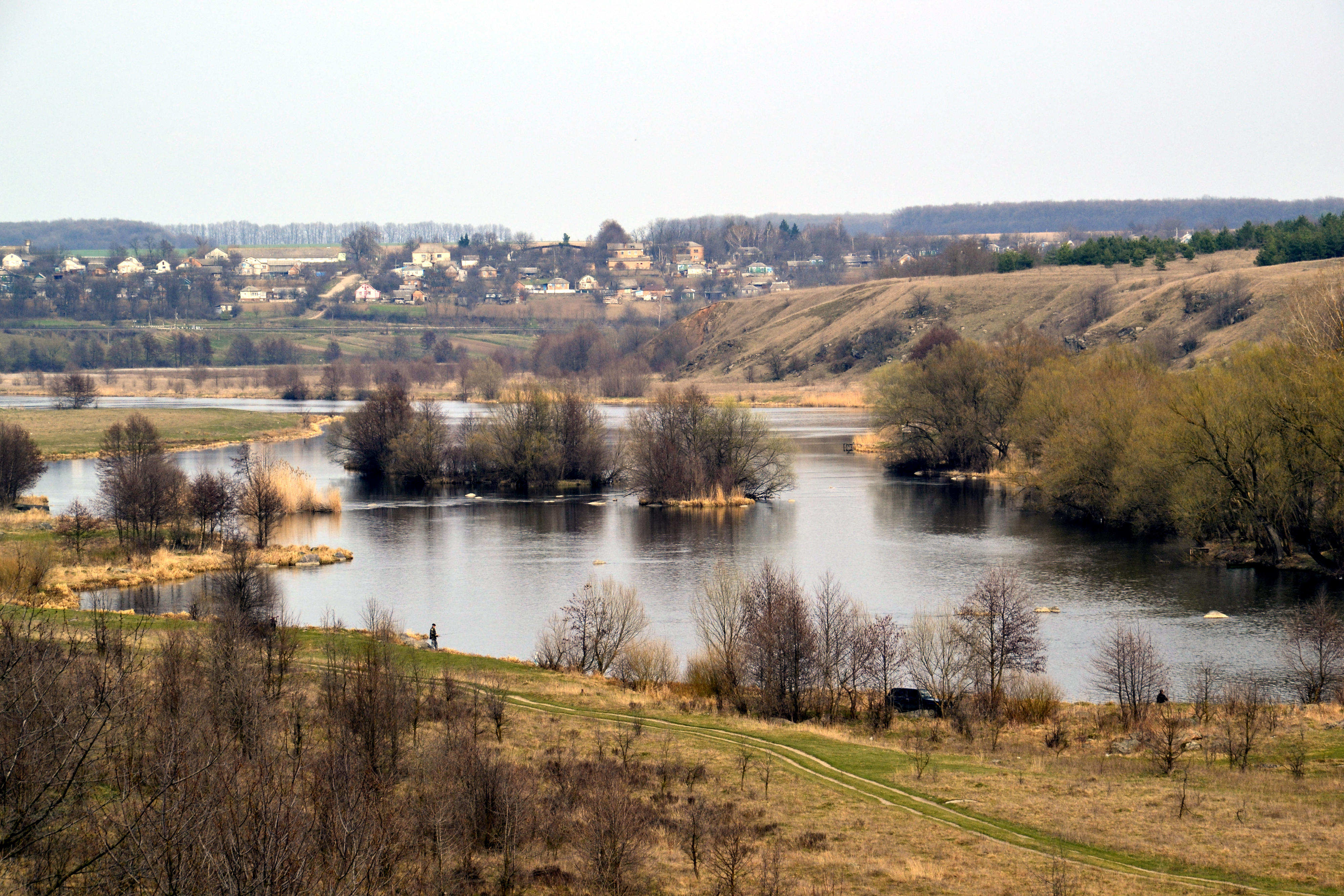
Райгород
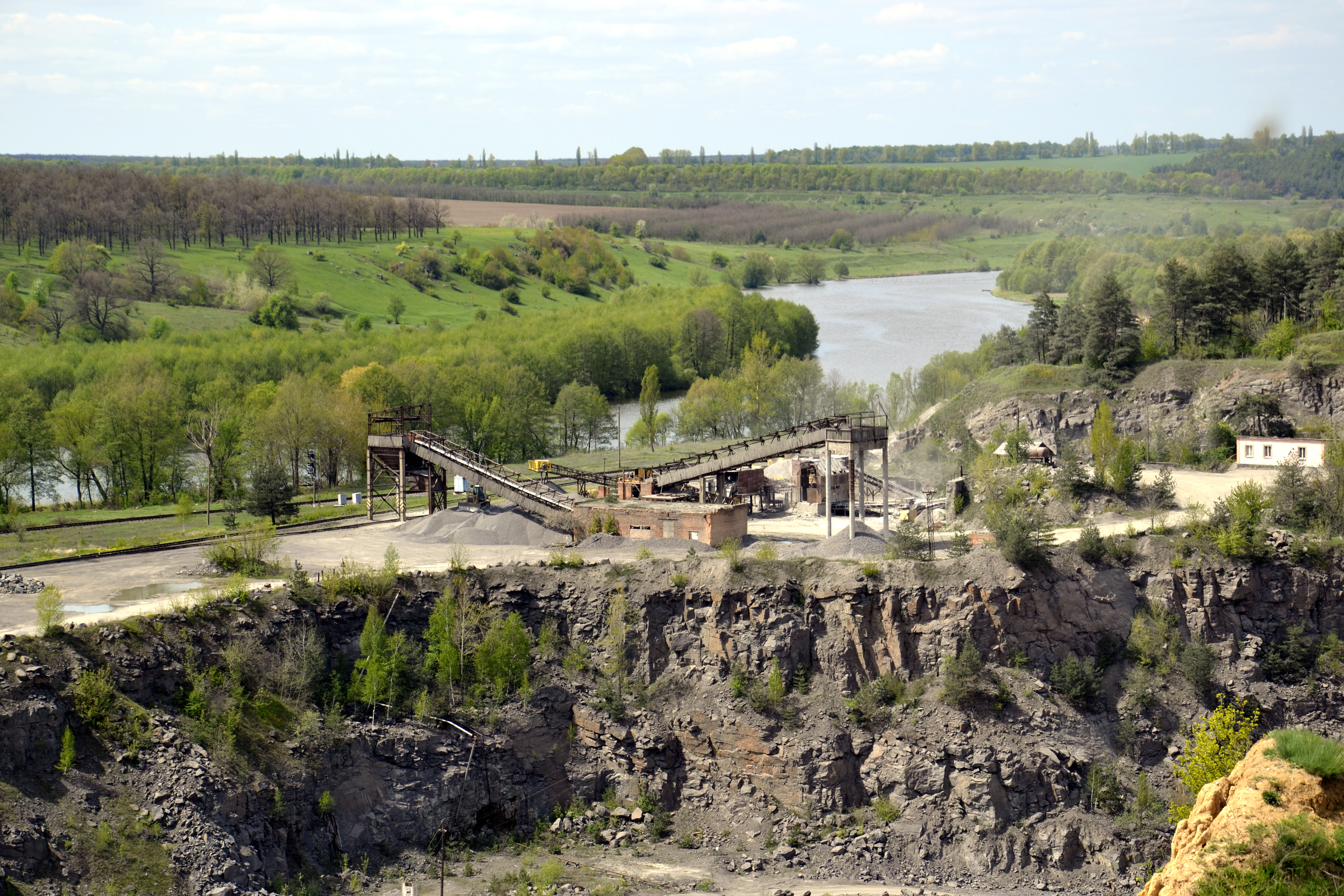
Райгородський кар'єр

## Відомі уродженці
- Матвієнко Наталія Миколаївна (6 вересня 1974) — український економіко-географ, кандидат географічних наук, асистент кафедри країнознавства та туризму Київського національного університету імені Тараса Шевченка.